# Anárjohka nationalpark
Anárjohka nationalpark (indtil 2021 kaldet Øvre Anárjohka nationalpark) ligger i Karasjok og Kautokeino kommuner i Troms og Finnmark fylke i Norge. Parken blev oprettet i 1976 og er på 1.409 km², den grænser til Lemmenjoki Nationalpark i Finland. Anárjohka nationalpark udgør en del af Finnmarksvidda og præges af birkeskov og fyrresletter, store moser og mange søer.